# Mydas evansi
Mydas evansi är en tvåvingeart som beskrevs av Wilcox, Papavero och Therezinha Pimentel 1989. Mydas evansi ingår i släktet Mydas och familjen Mydidae. Inga underarter finns listade i Catalogue of Life.